# Richmond (Nuevo Brunswick)
Richmond es una parroquia canadiense situada en la provincia de Nuevo Brunswick.

## Superficie
Richmond tiene una superficie de 258,8 km².

## Demografía
En 2021, tenía 1456 habitantes, una densidad poblacional de 5,6 hab./km², y 598 viviendas.